# Bye
«Bye» (estilizado en mayúsculas) es una canción grabada e interpretada por el cantante de música regional mexicana Peso Pluma. La canción fue escrita por Jasiel Núñez, José Antonio Martínez Oviedo y por el cantante, quién también la produjo junto a Iván Leal. Fue lanzada el 26 de mayo de 2023 como el tercer sencillo de su tercer álbum de estudio Génesis, el lanzamiento fue a través de Double P Records, la disquera que fundó Peso Pluma. La canción es su primer sencillo sin colaboración desde 2021, cuando publicó «Por las noches».
Musicalmente la canción es un corrido tumbado con arreglos de música sierreña y el sonido del bajo sexto y trompeta que caracteriza al cantante, líricamente esta habla de una ruptura amorosa entre dos personas que se dañaban mútuamente.

## Recepción

### Comentarios de la crítica
Tras el lanzamiento, la canción tuvo críticas positivas por medios de habla hispana en su mayoría. El sitio Regueton.com publicó: "“Bye” es una muestra más de su talento y versatilidad (de Peso Pluma), consolidando su posición como una de las figuras más destacadas dentro del género de los Corridos Tumbados" El periódico mexicano Milenio la calificó como una canción de «desamor». Mientras que el periódico digital español Okdiario la nombró como «su canción más sincera y personal» describiéndola como: "mucho más íntima y con una melodía más lenta que sus anteriores lanzamientos". Lucía Coca del sitio Los 40 Urban expresó: "Bye habla de una ruptura, y lo hace con unos versos cortantes y unas letras cargadas de dolor y mucha emoción" concluyendo en que "podría convertirse en una balada completamente diferente a las demás".

### Desempeño comercial
En su día de estreno, la canción recibió cerca de 5 millones de vistas en YouTube e ingresó al puesto 92 del top 200 global en Spotify con 1.5 millones de reproducciones en esa plataforma, la cual fue la canción con mayor crecimiento en streaming ese día. Debido a esto, estuvo en los primeros lugares de tendencias en distintas redes sociales. La canción debutó el puesto 53 de la lista Billboard Hot 100 la semana del 4 de junio, marcando la novena entrada a esa lista y extendiendo su récord como el mexicano solista con más entradas a esta. Debutó también en el número 56 de la Global 200.

## Video musical
El lanzamiento del sencillo estuvo acompañado de la publicación de su video musical en el canal oficial de YouTube del cantante, el video se grabó en una zona árida de Tepeyahualco, Puebla. Fue dirigido por Edgar Nito, producido por Pirotecnia Films y protagonizado por el cantante y la celebridad de televisión Dania Méndez. El videoclip acumuló las 10 millones de vistas en sus primeros 3 días de estreno y ocupó el puesto 3 de tendencias en YouTube México los primeros días de publicación.

## Presentaciones en vivo
El 28 de junio de 2022, se publicó en redes sociales un vídeo del cantante actuando la canción en vivo en una sesión de Spotify Radar.

## Posicionamiento en listas
| Lista (2023)                       | Mejor posición |
| ---------------------------------- | -------------- |
| Estados Unidos (Billboard Hot 100) | 48             |
| Estados Unidos (Hot Latin Songs)   | 7              |
| Global 200 (Billboard)             | 45             |
| México (Mexico Songs)              | 9              |